# Liste der Schwerttypen
In dieser Liste der Schwerttypen sind Schwerter aus verschiedenen Kulturräumen aufgelistet.
Zudem enthält sie eine Auflistung bekannter mythologischer und benannter Schwerter.
Eine alphabetische Aufführung von Schwertern aus verschiedenen Zeitaltern und Kulturräumen findet sich in der Liste von Schwertern.

## Schwerttypen nach Ursprung

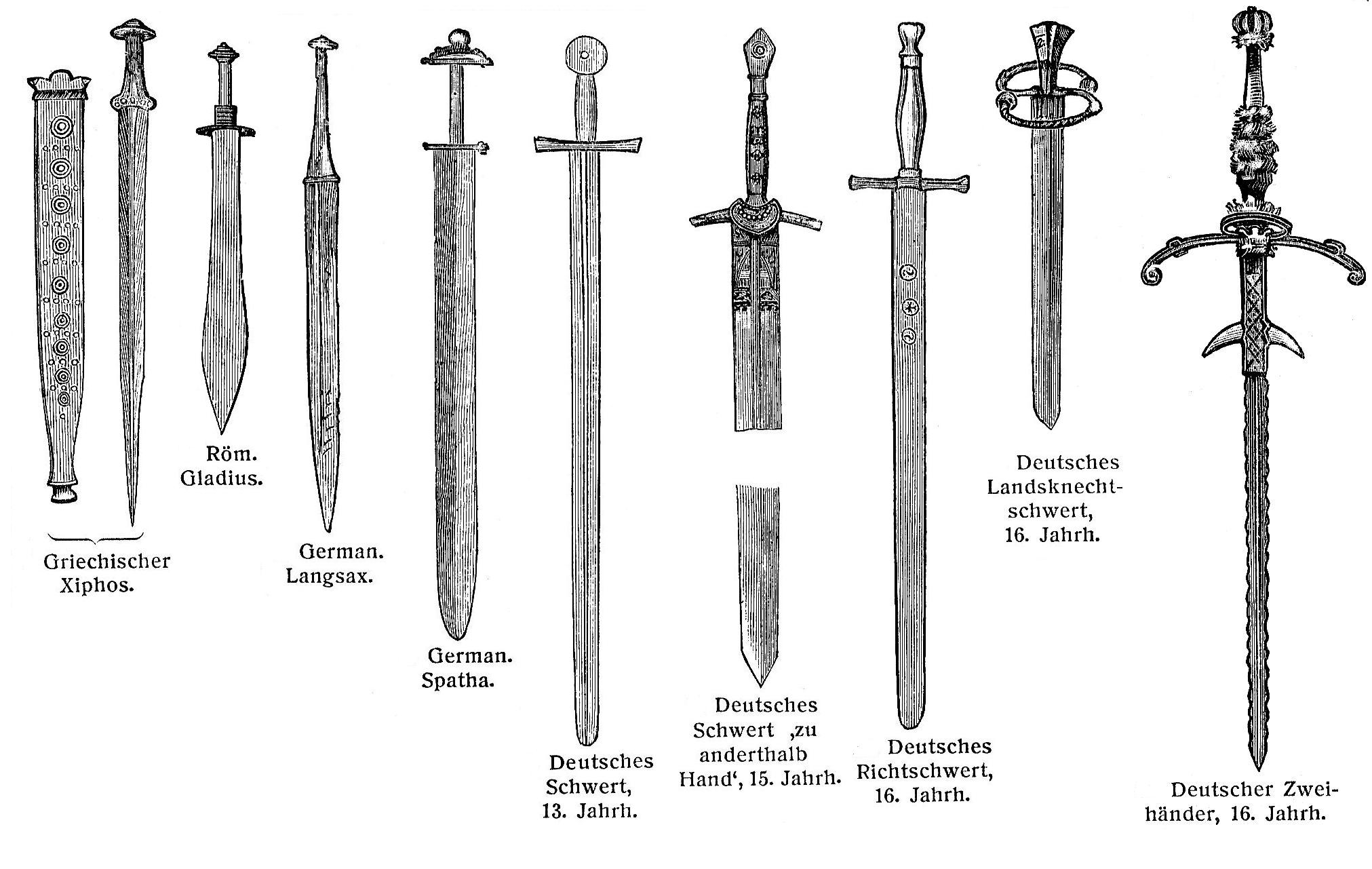
Verschiedene Schwerter

### Afrika

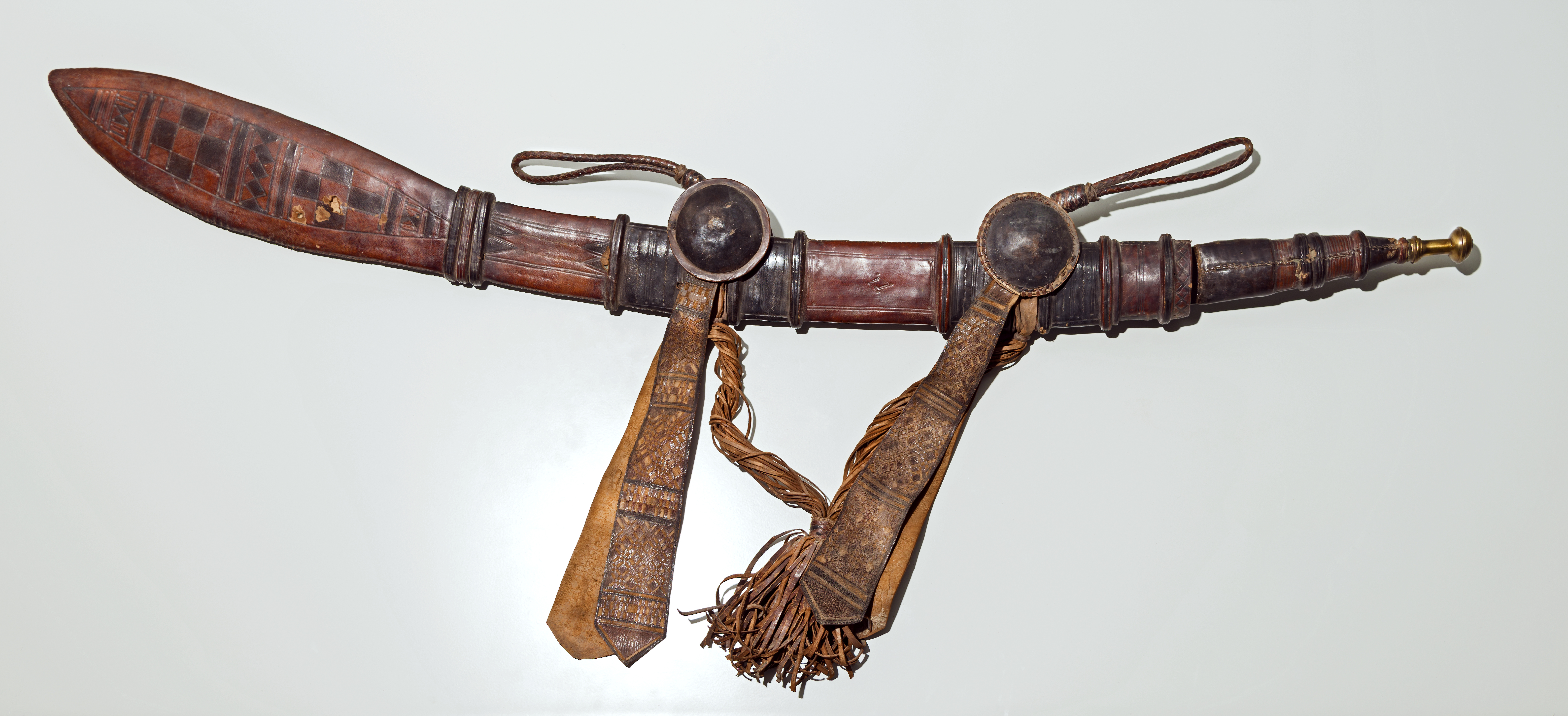
Bali-Schwert
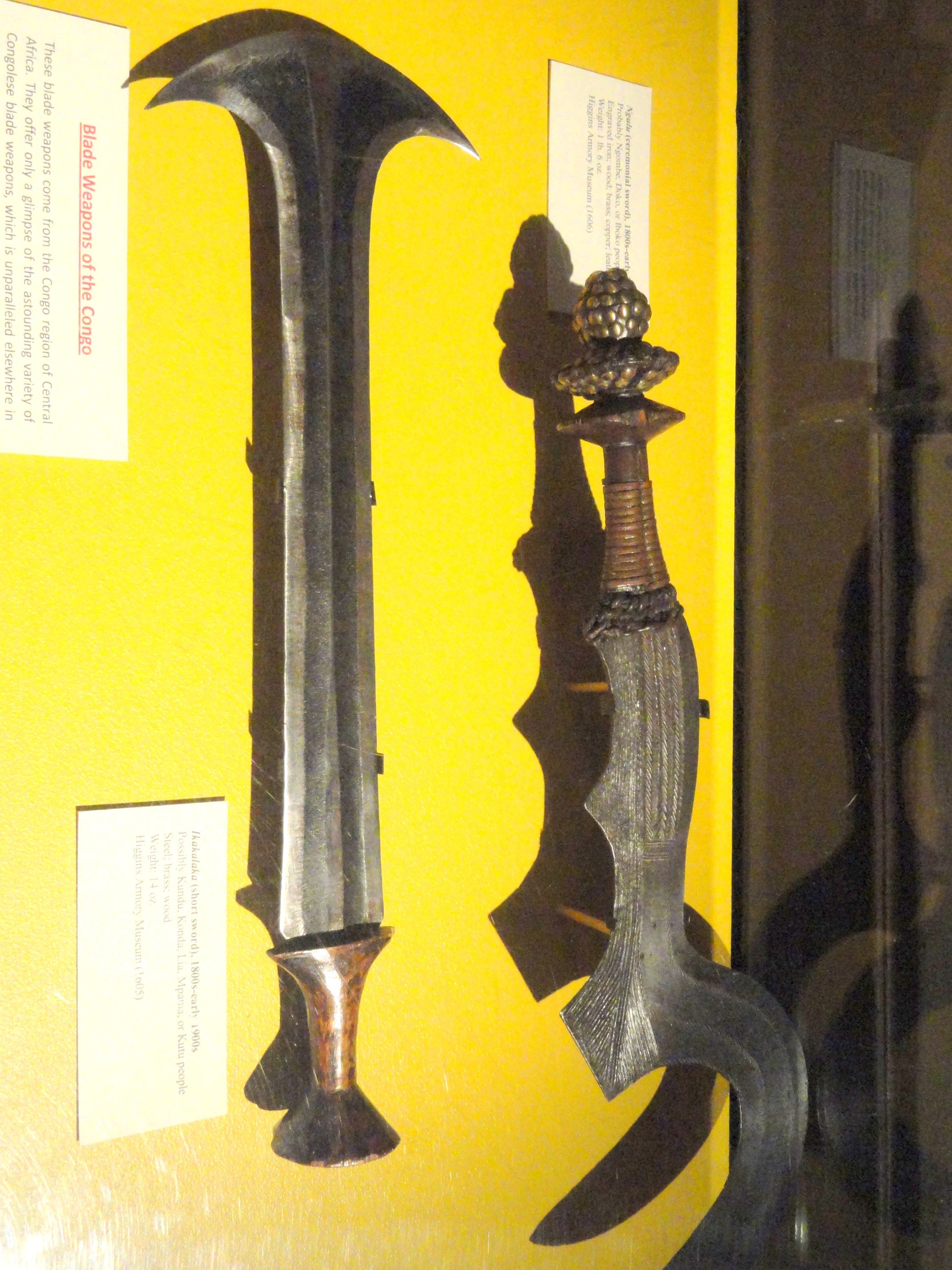
Bwaka (Schwert)
- Fang-Schwert
- Flyssa
- Ful-Schwert
- Kaskara
- Konda-Schwert
- Lulua-Schwert
- Mandinka-Schwert
- Mbuun-Schwert
- Nande-Schwert
- Ngombe-Schwert
- Ovimbundu-Schwert
- Shotel
- So-Schwert
- Takouba
- Tuareg-Kurzschwert
- Tuareg-Mandingo-Schwert
- Yaka-Schwert

- Mandinka-Schwert
- Konda-Schwert

### Antike
- Falcata
- Gladius
- Kopis
- Kopesh
- Machaira
- Spatha
- Xiphos

### China
- Dao
- Jian
- Schmetterlingsschwert

### Europa
- Anderthalbhänder (Bastardschwert)
- Backsword
- Cinquedea
- Claymore
- Degen
- Dussack
- Entermesser
- Espada Ropera
- Estoc
- Falchion
- Flamberge
- Katzbalger
- Langschwert
- Mortuary Sword
- Pallasch
- Rapier
- Richtschwert
- Ritterschwert
- Säbel
- Sax
- Schiavona
- Schiavonesca
- Schweizerdegen
- Zweihänder

### Japan
- Bokutō
- Chokutō
- Dōtanuki
- Katana
- Kodachi
- Nagamaki
- Nihonto
- Nodachi
- Ōdachi
- Shikomizue
- Shinai
- Tachi
- Tsurugi
- Wakizashi
- Uchigatana

### Naher Osten
- Kattara
- Kilidsch
- Kindjal
- Saif
- Scimitar
- Shamshir
- Schaschka
- Yatagan

### Südasien
- Kampilan
- Dha
- Darb
- Pulwar
- Talwar

### Südostasien
- Alamang
- Barong
- Golok
- Kampilan
- Kris
- Parang
- Parang Pandit
- Pira
- Piso Podang
- Talibon

### Mesoamerika
- Maquahuitl

## Historische und mythologische Schwerter
- Arondight – Schwert von Sir Lancelot in der Artus-Legende.
- Balmung – Schwert von Siegfried im Nibelungenlied
- Gram (auch Balmung oder Notung) – Schwert von Siegfried dem Drachentöter in der germanischen Mythologie.
- Caladbolg – Schwert von Fergus mac Róich in der irischen Mythologie.
- Crocea Mors – angebliches Schwert von Julius Caesar.
- Damoklesschwert – Schwert des Tyrannen Dionysios von Syrakus in einer Anekdote von Cicero.
- Dhu l-faqar (auch Zulfiqar, Zulfikar) – Heiliges Schwert des Islam, wurde vom Propheten Mohammed und dem Kalifen Ali geführt.
- Durendal – Schwert des Grafen Hruotland (Roland).
- Eckesachs – Schwert der Sagenfiguren Ecke und Dietrich von Bern in der deutschen Heldensage.
- Excalibur (auch Caliburn) – Schwert des legendären König Artus.
- Galatine – Schwert des Sir Gawan in der Artus-Legende.
- Grus – Schwert des polnischen Königs Bolesław III. Schiefmund.
- Hrunting – Schwert aus dem altenglischen Heldengedicht Beowulf.
- Joyeuse – Schwert Karls des Großen.
- Kusanagi – eine der drei Throninsignien des japanischen Kaiserhauses.
- Mimung – von Wieland dem Schmied geschmiedetes Schwert in der deutschen Heldensage.
- Nagelring – Schwert aus der Thidrekssaga und der deutschen Heldensage. Gehörte Dietrich von Bern und später Heime.
- Reichsschwert – eine der Reichskleinodien der Könige und Kaiser des Heiligen Römischen Reiches.
- Szczerbiec – Schwert der polnischen Könige.
- Tizona – Schwert des kastilischen Ritters El Cid.
- Tyrfing – Schwert aus der nordischen Mythologie.
- Zeremonienschwert – wie das Reichsschwert eine der Reichskleinodien des Heiligen Römischen Reiches.